# Cavioidea
Cavioidea é uma superfamília de roedores do Novo Mundo, ao qual fazem parte espécies como a capivara, as cutias, a paca, a pacarana, os preás e o porquinho-da-índia. Sua monofilia é corroborada por inúmeros estudos genéticos e morfológicos e é uma das mais importantes radiações de roedores sul-americanos, com mais de 30 espécies viventes descritas com as mais variadas formas e modos de vida.

## Classificação
- Parvordem Caviomorpha
  - Superfamília Cavioidea
    - †Guiomys
    - †Scotamys
    - Dasyproctidae - cutias
    - Cuniculidae - pacas
    - †Eocardiidae
    - Dinomyidae - pacarana
    - Caviidae - capivara, preás, porquinho-da-índia